# Severino Elias de Melo
Severino Elias de Melo (Espírito Santo - Paraíba, 20 de julho de 1913) foi um comerciante desde novo para auxilar a renda da família. Nunca levantou bandeiras explicitamente e por isso sempre teve ligações a organizações e atividades militantes indefinidas durante a Ditadura Militar. Apesar disso, foi preso por oficiais da Aeronautica dois antes de sua morte depois de uma ordem recebida do Inquérito Policial Militar (IPM). Dias depois, foi pronunciado oficialmente seu suicídio, dia 30 de julho de 1965.

## Biografia
Severino Elias de Melo nasceu dia 20 de julho de 1913 em Espírito Santo, Paraíba. Era filho do casal formado por Paulino de Mello e Geomira Araújo de Mello. Para ajudar a família, virou comerciante de qualquer produto que tivesse oportunidade. Ao completar seus dezessete anos, decidiu redirecionar seus caminhos numa nova cidade, Rio de Janeiro, e se alistou na Aeronáutica. Casou-se com Alice Myacznaka de Mello.
Sua prisão ocorreu dia 28 de julho de 1965, explicada com a necessidade de investigações ordenados pelo Inquérito Policial Militar (IPM), estabelecido no Núcleo do Parque de Material Bélico da Aeronáutica. Seu desaparecimento aconteceu depois, quando foi levado por oficiais aeronáuticos carregando metralhadoras e o transferiram para a Base Aérea do Galeão ainda no Rio de Janeiro. Dois dias depois, isolado e sem comunicação, foi divulgada sua morte intencional. Ele se suicidou com um lençol durante a madrugada, e de acordo com o apontamento da ocorrência 1122, da 37ª DP afirmada pela Base Aérea informou: “…cerca de zero hora de hoje o indivíduo Severino Elias de Melo, de qualificação ignorada, preso para averiguações por ordem do encarregado de um IPM instaurado no Núcleo do Parque de Material Bélico, suicidou-se (enforcou-se) no xadrez da Base Aérea do Galeão”.
O corpo de Severino Elias foi levado pela família para ser enterrado Cemitério da Cacuia, localizado na Ilha do Governador, Rio de Janeiro.

## Circunstâncias de morte
Dalton Pereira de Souza foi o declarador do óbito definido como número 29.474, com a cooperação de Cyríaco Bernardino de Almeida Brandão. No Dossiê dos Mortos e Desaparecidos Políticos Políticos sua atividade política constava como desconhecida. Apesar disso, no Arquivo Público do Estado do Rio de Janeiro, há um documento do departamento Federal de Segurança Pública, Comunismo no Exército, onde é encontrado o nome de Elias na listagem de indivíduos libertos em 1935.
A filha de Severino Elias de Melo, importante figura para o acesso a informações da vida e da morte do pai, Elias, soube da prisão do mesmo e logo desfez-se das evidencias que pudessem ligar com Luiz Carlos Prestes e com o Partido Comunista, como por exemplo, armas e fotografias. Assim que ficou sabendo do falecimento do pai, oficiais da própria Aeronáutica foram até sua casa levando uma nota oficial para confirmar o suicídio. Após notificarem a morte de Severino, os agentes militares revistaram a moradia e de acordo com o narração da própria filha, depois de perceber que os militares não conseguiram nenhuma prova e baixo soltou: “não encontraram o que procuravam?”. Depois da afronta, ela foi levada à força pelas autoridades e colocada em um veículo. Seu próprio filho que carregava em seus braços foi jogado ao chão, e foi levada para Departamento de Material Bélico da Base Aérea do Galeão, onde houve um interrogatório feito Nelson Duarte interrogador do Departamento de Ordem Política e Social (DOPS). E, ameaçando a família, tentou captar esclarecimentos sobre uma carta de Severino, a qual escreveu recomendando e se despedindo de alguém. E a filha só foi liberada depois de ações do seu marido e a impressão pressionar o caso se localizando perto de onde ela estava confinada.

## Homenagens
Para homenagear a todas as vítimas da Ditadura Militar no Brasil, quando completou-se 50 anos, houve uma homenagem feita por pelo Deputado Amauri Teixeira. Houve um discurso, ao qual além de citar homens e mulheres mortos na época, também defendia a "desmilitarização da Polícia Militar e da extinção dos autos de resistência"